# NGC 2964
NGC 2964 est une galaxie spirale intermédiaire située dans la constellation du Lion. NGC 2964 a été découverte par l'astronome germano-britannique William Herschel en 1785.

## Caractéristiques
La classe de luminosité de NGC 2964 est II-III et elle présente une large raie HI. Elle renferme également des régions d'hydrogène ionisé. 

### Distance
Sa vitesse par rapport au fond diffus cosmologique est de 1 584 ± 19 km/s, ce qui correspond à une distance de Hubble de 23,4 ± 1,7 Mpc (∼76,3 millions d'al).
À ce jour, 22 mesures non basées sur le décalage vers le rouge (redshift) donnent une distance de 18,459 ± 3,247 Mpc (∼60,2 millions d'al), ce qui est à l'intérieur des valeurs de la distance de Hubble. Puisque cette galaxie est relativement rapprochée du Groupe local, il est probable que cette valeur soit plus près de la distance réelle de NGC 2964. Notons que c'est avec la valeur moyenne des mesures indépendantes, lorsqu'elles existent, que la base de données NASA/IPAC calcule le diamètre d'une galaxie.

### Luminosité dans l'infrarouge
La luminosité de la galaxie NGC 2964 dans l'infrarouge lointain (de 40 à 400 µm)  est égale à 1,70 × 1010 {\displaystyle L_{\odot }} (1010,27{\displaystyle L_{\odot }}) et sa luminosité totale dans l'infrarouge (de 8 à 1 000 µm) est de 2,29 × 1010 {\displaystyle L_{\odot }} (1010,36{\displaystyle L_{\odot }}).

## Morphologie

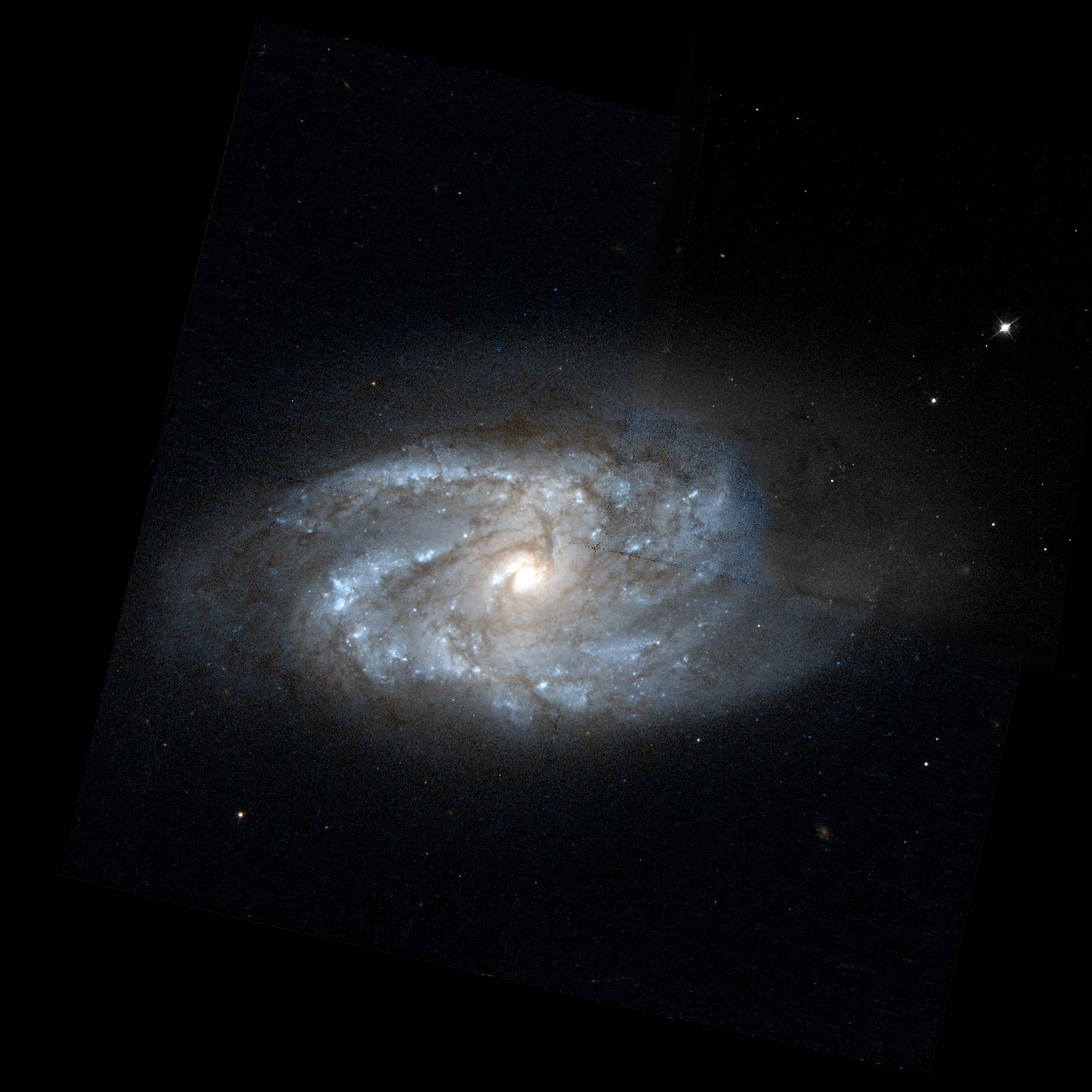
NGC 2964 par le télescope spatial Hubble.

NGC 2964 a été utilisée par Gérard de Vaucouleurs comme une galaxie de type morphologique SAB(rs)b dans son atlas des galaxies,.
Eskridge, Frogel et Pogge ont publié un article en 2002 décrivant la morphologie de 205 galaxies spirales ou lenticulaires rapprochées. Les observations ont été réalisées dans la bande H de l'infrarouge et dans la bande B (le bleu). Selon Eskridge et ses collègues, NGC 2964 est de type Sbc dans la bande B et SABbpec dans la bande H. Le bulbe de NGC 2964 est légèrement elliptique avec une trace d'une faible barre orientée près du petit axe de celui-ci. NGC 2964 présente un motif spiralé à quatre bras, dont deux émergent des anses aux extrémités de la barre. Les deux autres partent près du centre de la barre. Ces bras sont irréguliers. Le disque extérieur présente des isophotes grossièrement rectangulaires. Les deux bras, nord et sud, sortant des extrémités de la barre possèdent une brillance de surface plus grande que les deux autres. Il existe des évidences de nœuds brillants de formation d'étoiles dans tous les bras, sauf pour celui situé à l'ouest.

## Trou noir supermassif
Selon une étude publiée en 2009 et basée sur la vitesse interne de la galaxie mesurée par le télescope spatial Hubble, la masse du trou noir supermassif au centre de NGC 2964 serait comprise entre 1,4 et 24 millions de {\displaystyle M_{\odot }}.

## Groupe de NGC 2964

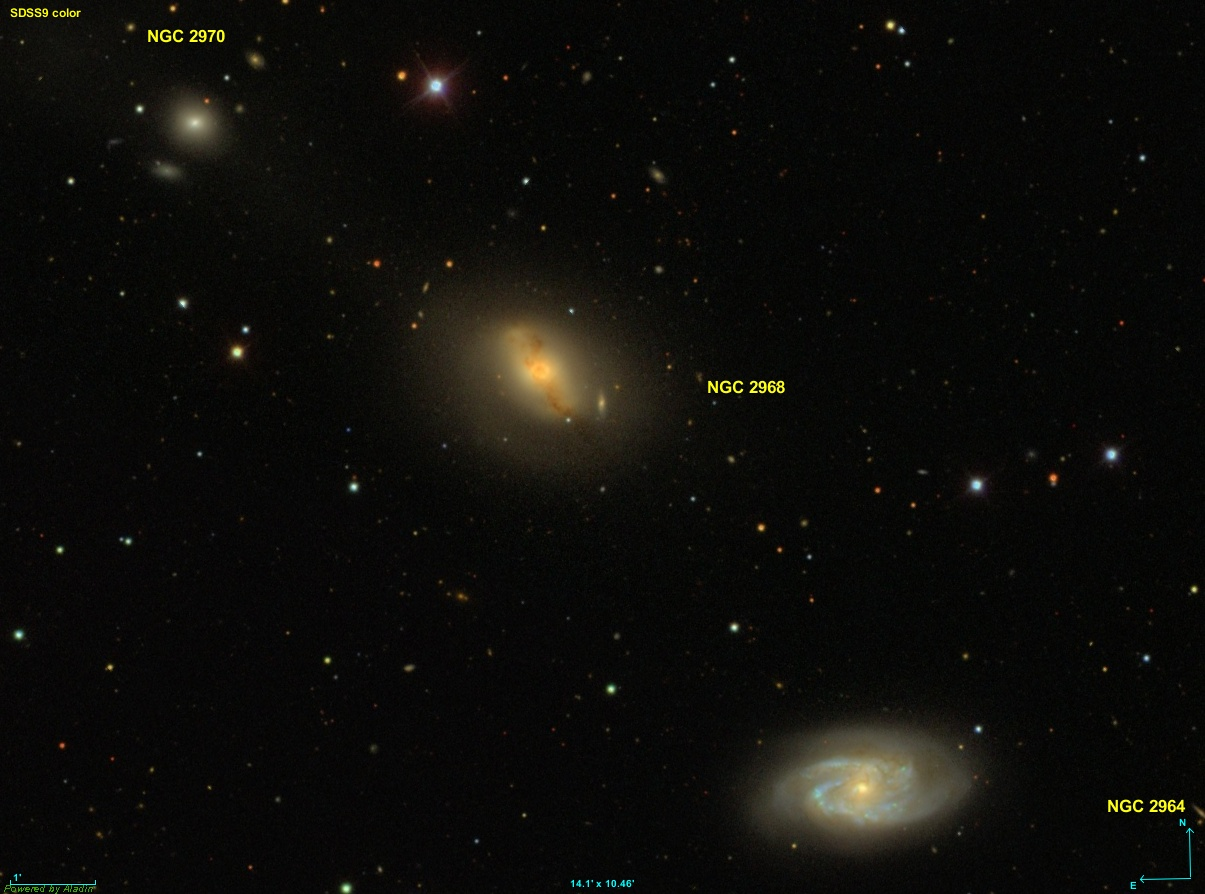
Trois des galaxies forment du groupe de NGC 2964.

NGC 2964 et NGC 2968 forment un groupe de galaxies avec la galaxie NGC 3003, le groupe de NGC 2964. Les distances de NGC 2964, de NGC 2968 et de NGC 2970 sont semblables et comme elles sont rapprochées sur la sphère céleste il est fort possible qu'elles soient des membres d'un groupe physique de galaxies. Si tel est le cas, il faudrait inclure la galaxie NGC 2970 au groupe de NGC 2964. À ces trois galaxies, s'ajoute donc la galaxie NGC 2970 et NGC 3021

### Paire de galaxies
Selon Abraham Mahtessian, NGC 2964 et NGC 2968 forment une paire de galaxies.